# Saint-Hippolyte (Doubs)
Saint-Hippolyte é uma comuna francesa na região administrativa de Borgonha-Franco-Condado, no departamento de Doubs. Estende-se por uma área de 11,01 km². Em 2010 a comuna tinha 907 habitantes (densidade: 82,4 hab./km²).